# Freyung-Grafenau
Freyung-Grafenau är ett distrikt (tyska: Landkreis) i östra delen av förbundslandet Bayern i Tyskland.
Distriktet har på östra sidan en längre gräns till Tjeckien och vid sydöstra sidan en kort gräns till Österrike. I Freyung-Grafenau ingår 25 samhällen, däribland städer, köping och kommuner. Ytan är 984,2 km² och antalet invånare är året 2020 var ungefär 78 000.
Distriktets vapen har vid nedre kanten en trekantig del med böjda kanter och en fyllning med vita och blåa romber (liksom Bayerns vapen). I den övre delen finns på silverfärgad grund en svart björn på vänstra sidan och en röd varg på högra sidan. Björnen syftar på den kyrkliga kommunen Bärnstein som ingick i det tidigare distriktet Grafenau och vargen syftar på slottet Wolfstein som tillhör Freyung.